# Castelnuovo di Garfagnana
Castelnuovo di Garfagnana é uma comuna italiana da região da Toscana, província de Lucca, com cerca de 6.061 habitantes. Estende-se por uma área de 28 km², tendo uma densidade populacional de 216 hab/km². Faz fronteira com Camporgiano, Careggine, Fosciandora, Gallicano, Molazzana, Pieve Fosciana.

## Demografia
| Variação demográfica do município entre 1861 e 2011                               |
|                                                                                   |
| Fonte: Istituto Nazionale di Statistica (ISTAT) - Elaboração gráfica da Wikipedia |